# Swisstopo
Swisstopo는 스위스 연방 지질청(Federal Office of Topography)의 공식 명칭이다.(독일어: Bundesamt für Landestopografie, 프랑스어: Office fédéral de topographie, 이탈리아어: Ufficio federale di topografia)
현재의 유사 영어 이름은 2002년 공식화되었으며, 1997년부터 연구소 홈페이지 swisstopo.ch의 도메인 이름으로 사용되었다.

## 지도
Swisstopo에서 생산하는 주요 제품 클래스는 7가지 축척의 지형도이다. 스위스 지도는 정확성과 품질에 대한 찬사를 받았다.

### 정식 지도
- 1:25,000. 이것은 많은 목적에 유용한 가장 상세한 지도이다. 특히 체르마트와 생모리츠와 같은 유명한 지역에서 관광객들에게 인기가 높다. 이 지도는 각각 CHF 13.50이다(2004년). 이 축척의 지도 208개가 정기적으로 발행된다. 이 축척으로 출판된 첫 번째 지도는 1952년에 1125 Chasseral이었다. 이 축척으로 출판된 마지막 지도는 1972년에 1292 마기아였다. 1956년부터 2501년까지 장크트갈렌을 시작으로 합성물이 출판되었다. 그들은 동일한 정보를 가지고 있지만, 특히 관광 또는 도시 지역에서 결합된 일반 지도의 여러 부분으로 구성된다. 22개의 합성 지도가 지금까지(2004년 9월) 출판되었다.
- 1:50,000. 1994년부터 이 지도에는 경로가 색칠되어 있다. 등산객, 산악인, 자전거 타는 사람, 계획가, 관광객, 탐험가를 위해 판매된다. 이 축척의 78개 지도가 정기적으로 발행된다. 합성물도 존재하며, 1:25.000 지도에 대한 집합체보다 더 자주 발생한다. 2004년 9월 현재 24개의 합성 지도가 출판되었다.
- 1:100,000. 이들은 하나의 지도에서 관광객들에게 특별한 관심을 갖는 지리적 지역으로 판매된다. 이 축척의 24개 지도가 정기적으로 발행된다. 11개의 합성 지도도 출판되었다.
- 1:200,000. 4장으로 된 스위스 및 주변 토지(복합 지도 없음).
- 1:300,000. 한 장에 스위스가 표시된 1:200,000 지도의 사진 사본.
- 1:500,000. 주변 토지와 스위스.
- 1:1,000,000. 룩셈부르크에서 보스니아 헤르체고비나에 이르기까지 광활한 환경을 가진 스위스

### 번호매김 시스템
스위스 정규 지도의 번호 매기기 시스템(합성물 제외)은 지리적 상황에 직접 기반한다. 지도 번호는 항상 서쪽에 인접 지도의 지도 번호보다 하나 높고 동쪽에 인접 지도보다 하나 낮다. 북쪽에서 남쪽으로 숫자는 1:25,000 축척의 경우 20, 축척 1:50,000의 경우 10, 축척 1:100,000의 경우 5만큼 다르다. 그러나 “페이지를 찾을 수 없음”에서 볼 수 있듯이 이 규칙에는 몇 가지 예외가 있다. 스위스는 너비가 1:25,000 지도 20개에 불과하기에는 너무 크다. 다른 시스템을 선택하는 대신 1199년 스쿠올의 동쪽에 있는 지도를 1199 bis Piz Lad라고 한다. 축척이 1:50,000인 일부 지도의 경우에도 마찬가지이다.

### 여행자 지도
- 하이킹 지도는 1:50,000 축척으로 게시된다. 일반 지도 1:50,000을 기반으로 하지만 걷기 좋은 경로에 대한 정보가 포함되어 있다. 그들은 또한 대중교통에 대한 정보를 가지고 있다. 이 지도는 Swisshiking과 공동으로 출판되었다.
- 스키 투어 지도, 1:50,000. 지형도 1:50,000을 기반으로 하지만 가파른 슬로프, 스키 루트 및 스노보드 루트에 대한 정보를 포함한다.
- 로드맵: 1:200,000 축척으로 발행된 두 장의 시트이지만 등고선이 없기 때문에 지형적 1:200,000과 동일하지 않다. 이 지도는 매년 발행된다.
- 문화유산, 1:300,000
- 박물관 지도, 1:300,000
- 성 지도, 1:200,000. 지형도 1:200,000을 기준으로 하였지만, 성, 성, 유적에 대한 정보가 포함되어 있다.
- 에베레스트, 내셔널 지오그래픽 협회를 비롯한 많은 다른 조직과 협력한다.
- 스위스 패스(Swiss Path)는 스위스 연방 건국 700주년을 기념하는 우리 호수 주변의 하이킹 코스이다.
- Seeland-Trois lacs, 1:75.000, 지형도에 직접 기반하지 않음(예: 등고선이 없음). 그것은 엑스포를 위해 만들어졌다. 02 이 지역에 있었다.

### 기타 지도
- 위성지도, 1:300,000.
- 커뮤니티 지도, 1:300,000, 정치적 경계만 있고 호수를 제외한 지형 정보는 없다.
- 그때와 지금(역사 지도, 1:25,000): 지금까지 베른과 바젤만 출판되었다.
- 토지이용도, 1:300,000, 통계정보만 포함(지형정보 없음)
- 항공 지도, 1:500,000, 항공 정보가 포함된 지형도 1:500,000을 기반으로 한다.
- 글라이더 차트(1:300,000)
- 항행장애물 도표(1:100,000)
- 태양 복사

## 역사

### 초기 작업과 뒤푸르 지도
1809년에 스위스에 대한 최초의 지형 조사가 남군, 군사 수준에서 이루어졌다. 그들은 북동부 지역에서 열렸고, 한스 콘라드 핀슬러가 이끌었다. 고산 지역의 측정은 1825년 앙투아네 요제프 부흐발터의 삼각 측량으로 시작되었다. 이 작업은 요하네스 에시만에 의해 1837년에 완성될 것이다. 1838년 새해에 기욤 앙리 뒤푸르가 제네바의 카루즈에 지형국(Eidgenössisches Topographisches Bureau)을 설립했다. 이 국은 같은 해 제네바주 지도 지형(Carte topographique du Canton de Genève)이라는 첫 번째 지도를 출판했다. 지형 조사는 스위스의 고산 지역에서도 시작되었다. 이것은 계획보다 1년 늦은 1845년에 1:100,000 축척의 지도가 출판되었을 때 첫 번째 결과를 얻었다. 이것이 뒤푸르 지도라고 불렸던 지도의 시작이었다. 지형 조사는 1862년에 끝났다. 뒤푸르를 기리기 위해 스위스 정부는 뒤푸르카르텐에서 가장 높은 봉우리를 회흐스트 슈피츠에서 두포우르슈피츠로 이름을 변경하기로 결정했다. 이 이름은 오늘날에도 여전히 사용되고 있다. 1863년에 SAC는 미공개 조사 자료를 기반으로 퇴디 지역의 1:50,000 지도를 게시했다. 1년 후, 뒤푸르 지도의 마지막 지도가 출판되었고, 다음 해에 뒤푸르는 은퇴하고 헤르만 지크프리트가 지형국의 국장이 되었다.

### 지크프리트 지도
1865년에 헤르만 지크프리트가 지형국의 국장이 되었고, 국은 제네바에서 베른으로 이전 했다. 향후 몇년 동안 티치노의 합성 지도가 발행되고, 측심으로 스위스 주요 호수의 깊이를 측정하기 시작하며, 첫 번째 지도가 1:250,000 축척으로 발행된다. 1868년에는 최초의 지형 조사를 계속하고 결과를 발표하도록 하는 연방법이 통과되었다. 그 결과 1869년에 새로운 지형 조사가 이루어졌고 1870년에 최초의 13개의 지크프리트 지도(1:25,000 및 1:50,000)가 출판되었다. 1878년에 1:1,000,000 지도가 출판되었으며, 다음 해에는 피에르 뒤 니통 376.86m로 측정된다. 1880년, 헤르만 지크프리트의 뒤를 이어 쥘 뒤무어(Jules Dumur)가 자리를 앉았다.
1895년에 지크프리트 지도에 대한 지형 조사가 완료되었다. 1901년 현재, 지크프리트 지도 581장이 출판되었으며, 몇 개의 개별 지도가 더 나올 예정이다(1926년에는 604개의 지도가 있을 것이다). 현대 시리즈의 오래된 지도에서 해당 지도에 대한 참조를 여전히 찾을 수 있다. 20세기의 70년대까지 지크프리트 지도는 스위스의 일부 지역에서 사용할 수 있는 최고의 축척이었기 때문에 등반가와 기타 등반가가 사용했다. 지크프리트 지도의 인쇄는 1952년까지 계속되었다.

### 신세기
1887년에 릴리프 음영이 적용된 최초의 지도가 출판된다. 1889년에 사진 스튜디오가 국에 추가되었다. 1894년 이후 몇년 동안 의회의 요청에 따라 학교용 벽 지도가 출판되었다. 1898년, 주요 스위스 호수의 측심 작업이 완료되었다. 1901년에 국은 군대 내 독립 사단으로 옮겨졌고 스위스 연방 지형국라는 이름이 관례가 되었으며, 오늘날까지 일부 사람들이 여전히 사용하는 이름이며, 일부 오래된 지도에서 찾을 수 있는 이름이다. 헤르만 퀴멀리는 같은 해에 학교를 위한 구호벽 지도를 출판한다. 1908년, 지도 시험이 뒤푸르 지도의 대체품으로 사용되기 시작했다. 2년 후, 시험이 지크프리트 지도를 대체하기 시작했다. 이 군사 작업의 대부분은 수년 동안 비밀로 남아 있을 것이다. 1913년, 1922년 및 1924년에 항공 사진 측량으로 처음에는 풍선으로, 나중에는 항공기로 시도했지만 1930년에만 지도 제작에 사용되었으며, 1940년에 지상 사진 측량은 중단되었다.

### 현대 지도

다양한 지형 유형을 보여주는 국가 지도(1285 Les Diableret)의 1:25,000장 중 하나

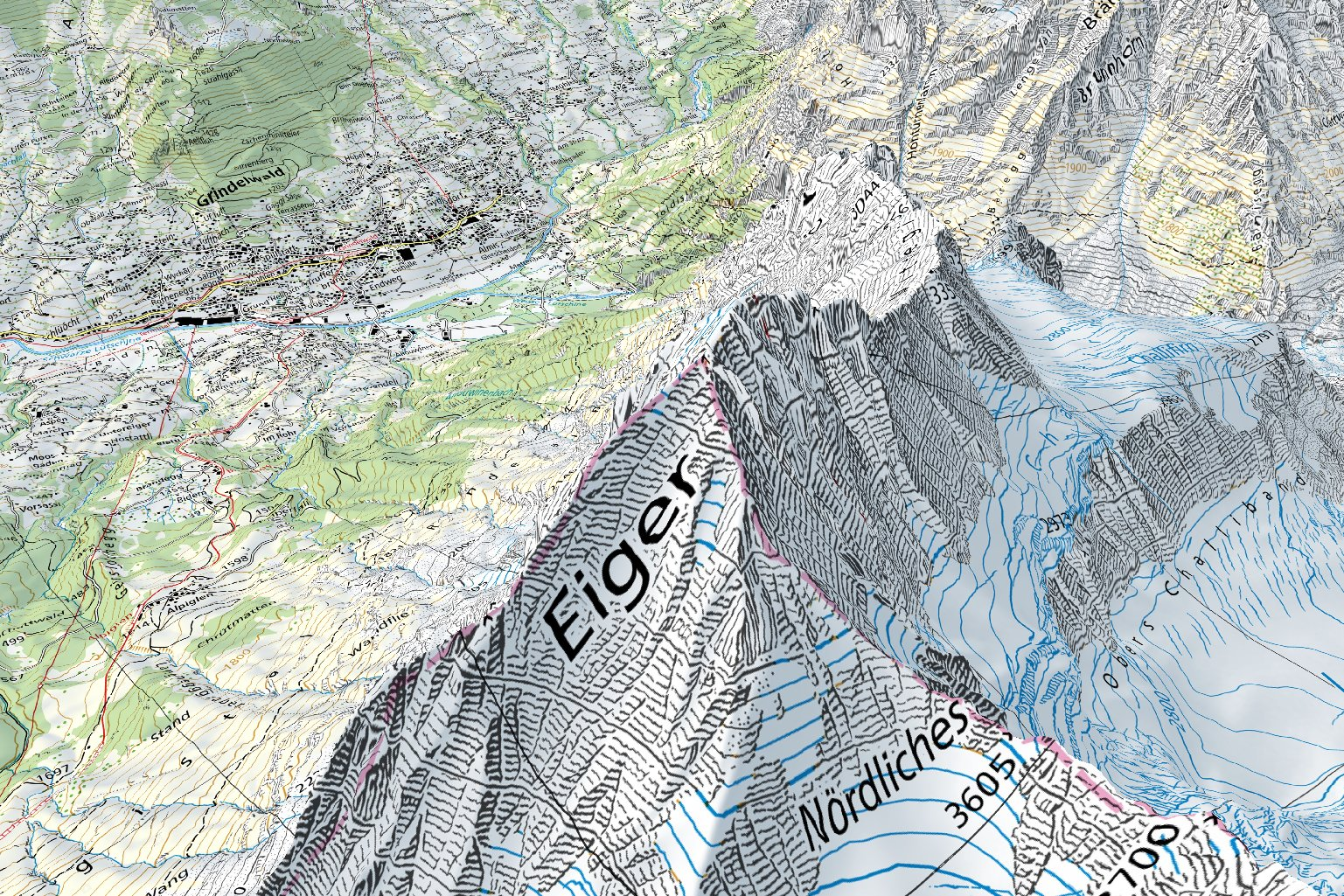
1:25,000 맵의 3D 렌더링을 보여주는 지리 포털의 화면 캡처

1935년 6월 21일, 1:25,000에서 1:1,000,000까지의 새로운 전국 지도 시리즈의 제작에 관한 연방법이 통과되었다. 유럽의 정치적 상황 때문에 1:50,000 지도에서 작업이 시작되었다. 항공 사진을 위해 ‘M18d’ 메서슈미트는 구입되었으며, 스위스 연방 지형국가 소유한 최초의 항공기가 되었다. 1938년, 최초의 1:50,000 지도인 263 빌트슈트루벨이 출판되었다. 1939년부터 1945년까지 제2차 세계 대전으로 인해 모든 판매가 중단되었다. 1939년에는 스위스 연방 지형국도 첫 번째 차량을 조달했다.
첫 번째 1:25:000 지도인 1145 빌호는 1952년에 출판되었다. 마지막 1:25.000 지도인 1292 마기아는 1979년에 출판되었다. 이로써 스위스의 가장 낮은 축척 지도가 완성되었다. 이 규모의 첫 번째 합성물인 2501 장크트갈렌은 1956년에 출판되었다.
1:50,000 시리즈는 285 도모도솔라로 1963년에 완성되었다. 이 지도의 출판과 함께 지크프리트 지도는 완전히 대체되었다. 이 규모의 첫 번째 합성물인 5001 고트하르트는 1954년에 출판되었다.
1:100,000 시리즈는 41 꼴 듀 삐용(1954)으로 시작하여 1965년 47 몬테로사로 끝난다. 이 출판물을 통해 뒤푸르 지도는 완전히 교체되었다.
1:200,000 시리즈는 1971년 3위로 시작해 1976년 4위로 마무리됐다.
1:500,000 및 1:1,000,000 축척의 지도는 각각 1965년과 1994년에 처음 출판되었다. 후자의 지도 출판으로 1935년 연방법에서 요구하는 작업이 마침내 완료되었다.
1951년 이래로 연방 지형국에서는 다양한 종류의 레저 지도를 출판했다. 그 목록은 위를 참조하십시오.
1958년에 지도의 좌표계가 변경되었다. 1958년 이전에는 좌표계의 중심인 Bern의 좌표가 (0, 0)이었다. 다음으로 좌표(600, 200)가 있다. 이것은 모든 좌표가 x 좌표 또는 y 좌표가 되도록 수행되었다. 이는 좌표 순서에 대한 혼동을 방지한다.
1968년에 이름은 공식적으로 국가 지형부 대신 스위스 연방 지형국이 되었다. 영어 이름(Topographical Survey of Switzerland)은 변경되지 않았다.
1979년 스위스 연방 지형국은 현재 이름 Bundesamt für Landestopographie로 이름이 변경되었다. 다른 언어로 된 이름은 위를 참조. 2002년부터 국제명 Swisstopo가 사용되었다. 이 이름은 1997년 웹사이트 www.swisstopo.ch가 온라인으로 전환된 이후로 이미 사용되었다.

## 특이점
Swisstopo에서 제작한 일부 지도에는 스위스가 거의 없다. 이것은 1:100,000 및 1:50,000 축척에서 특히 그렇다. 여기에서 볼 수 있듯이 45 오트 사부아 지도에는 북서쪽 끝에 있는 스위스 지점이 거의 없다. 1:50,000 지도 285 도모도솔라의 경우에도 마찬가지이다. 두 경우 모두 1:50,000 지도의 해당 부분에 대해 1:25.000 지도가 게시되지 않았다. 1:25.000 축척에서 일부 지도는 다른 지도보다 조금 더 크다. 0.1% 미만의 국내 영토를 가진 지도가 필요 없는 지도이다.
처음에 계획은 1:25.000 맵에 대해서도 더 관대했다. 31개의 지도가 한 번 계획되었으며, 대부분은 단 1k㎡ 스위스도 포함하지 않았으며, 출판되지 않았다. 그들 중 일부(1158 차이니스요흐)는 스위스 국경에서 최대 10km 떨어져 있었다. 오래된 스위스 지도에서 블라튀베르시히트가 계획된 지도로 표시된 것을 여전히 볼 수 있다.
일부 지도는 과거에 출판되었지만, 스위스의 일부가 없기 때문에 중단되었다. 1035 프리드리히샤펜이 그 예이다. 지도쉬트 목차 북동을 보면 1055 로만스호른의 동쪽이나 북쪽에 대한 지도가 없다. 그러나 1055 로만스호른 지역을 보면 이 지도가 실제로 존재하지만, 지도에 스위스 땅이 없음을 알 수 있다.